# Кэжуал
Кэ́жуал (англ. Casual) — стиль одежды для повседневного использования, главными чертами которого являются удобство и практичность. Появился в Европе в среде представителей субкультуры 1950—1960-х годов Teddy Boys. Для стиля casual характерен отказ от формальности деловой одежды, декоративности, ярко выраженной классики в составляющих костюма, практикуются сочетания, на первый взгляд произвольные, предметов одежды от фирм-производителей в одном образе.

## История
Представители субкультуры Teddy Boys, существовавшей в 1950—1960-х годах, избрали своей обычной одеждой пиджаки из драпа, брюки покроя «дудочки» и  рубашки с воротничками белого цвета.

## Основные характеристики
Несмотря на то, что «casual» переводится как «небрежный» или «повседневный», его основа — отсутствие неряшливости.
Дарит невероятный комфорт, поэтому он очень распространен в мире, поскольку на первый план выходят свобода движений и индивидуальность. Стиль базируется на обычных вещах. Они легко сочетаются между собой, что позволяет создавать различные модные образы. Футболки, топы, майки и водолазки – эта база casual-стиля. Однотонные, в полоску или с неброским рисунком, они идеально сочетаются с остальными предметами гардероба. Casual предполагает многослойность. Завершить образ помогут жакеты или пальто, а также жилеты.

### Основные принципы стиля
- Практичная обувь: лоферы, кроссовки, танкетка выходят на первый план. Каблуки тоже используется, но с некоторыми оговорками.
- Аксессуары должны быть неброскими. Сумка должна быть простой и практичной, а украшения представлены бижутерией. Драгоценности не используются в casual-стиле.
- Одежда может быть многослойной, с мягкими линиями, свободная. Вещи имеют простой, но современный крой.
- Верхняя одежда обычно монохромная, и поэтому она подходит ко многим образам.
- В комплектах много джинсов, так как они составляют основу кэжуал-стиля.[2]

## Разновидности стилей Casual

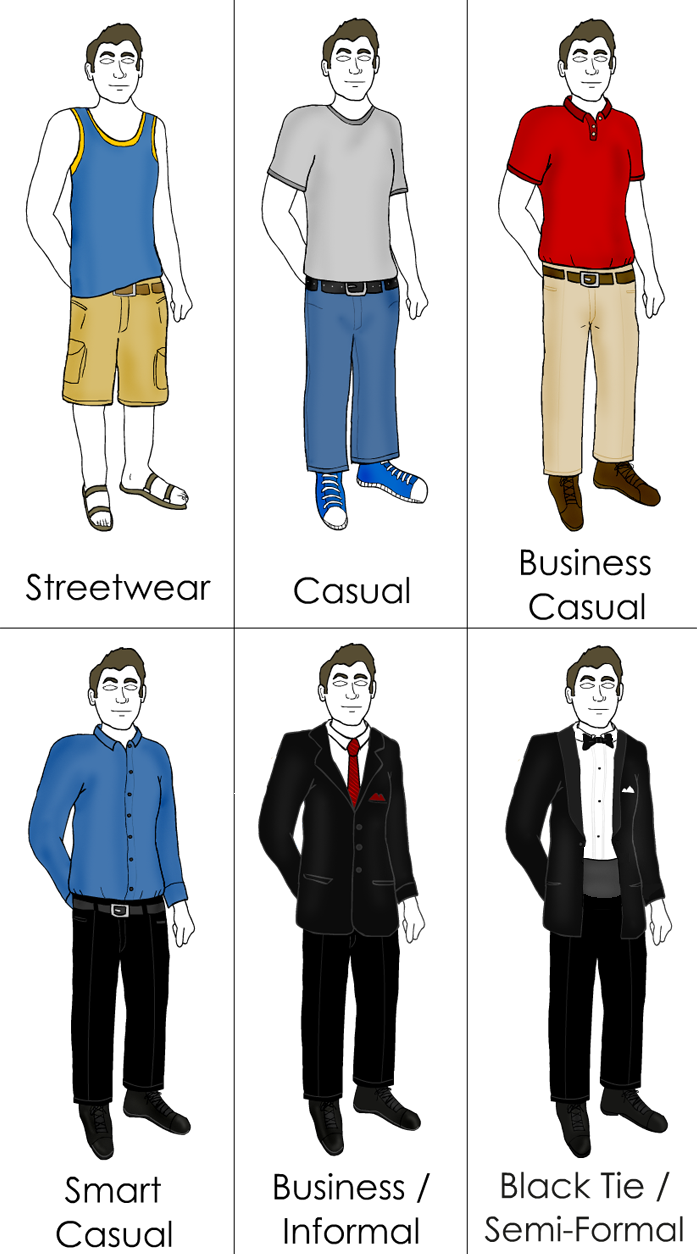
Разновидности повседневных стилей одежды.

### Разновидности
- бизнес-повседневный (бизнес-кэжуал, business-casual) — демократичный деловой стиль[1]. В костюме могут быть использованы разнообразные ткани, например, трикотаж, свободные комбинации и смелая цветовая гамма. Бизнес-кэжуал допускает расстегнутую сверху рубашку, отсутствие галстука, детали неклассического вида (накладные карманы, двойная строчка). В стиле бизнес-кэжуал допускаются пуловеры, джемперы и свитера, надетые под пиджак.

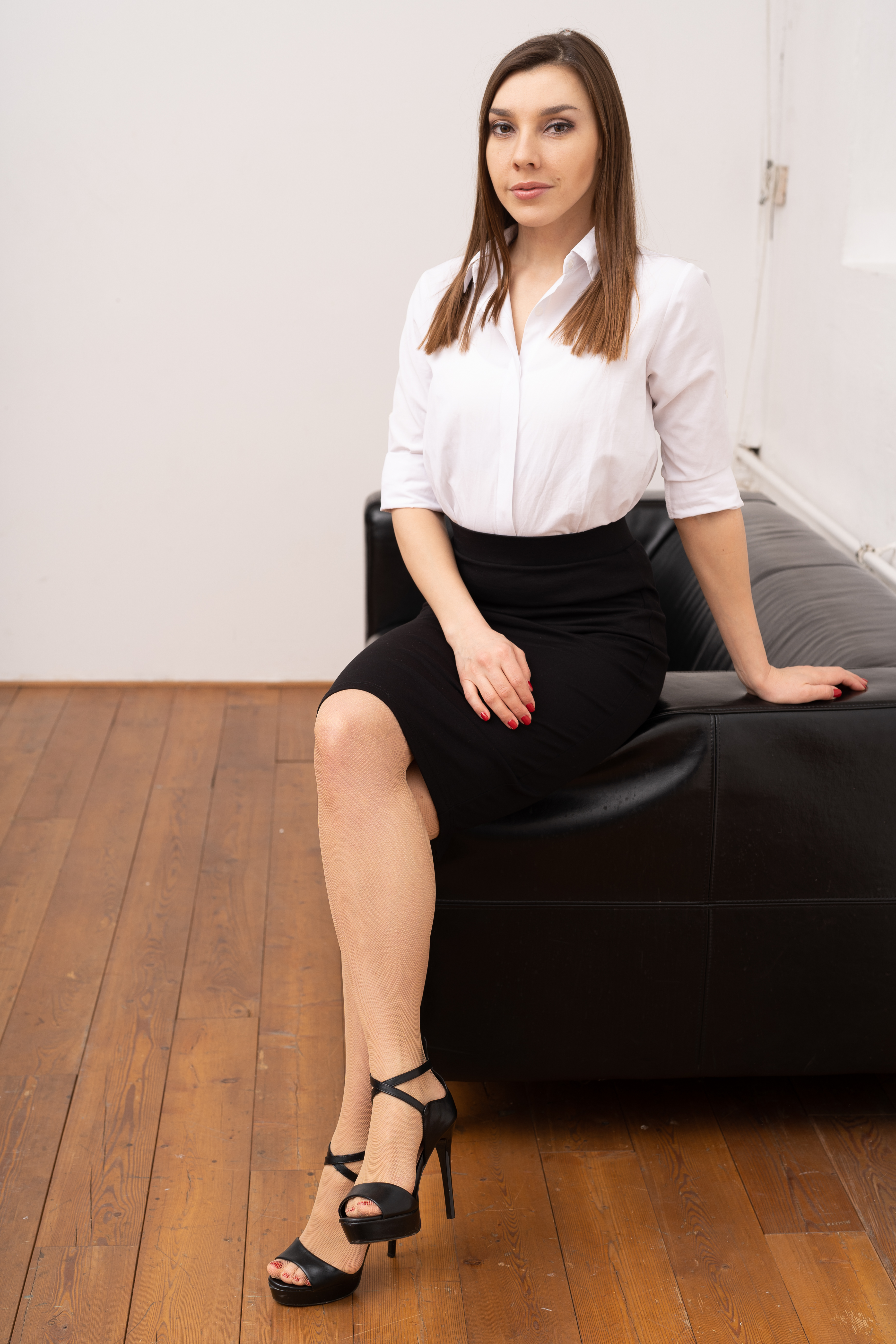
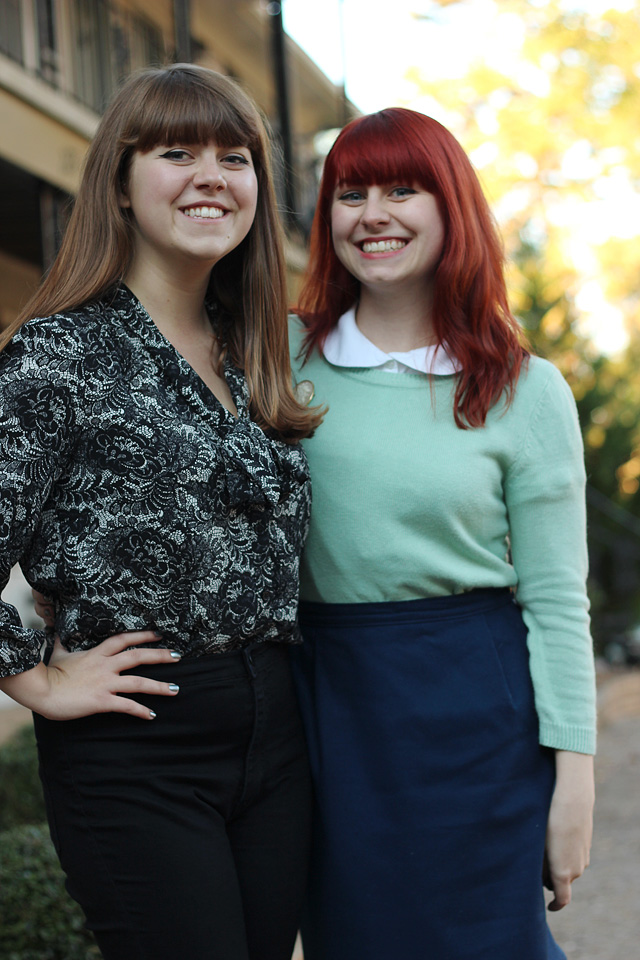
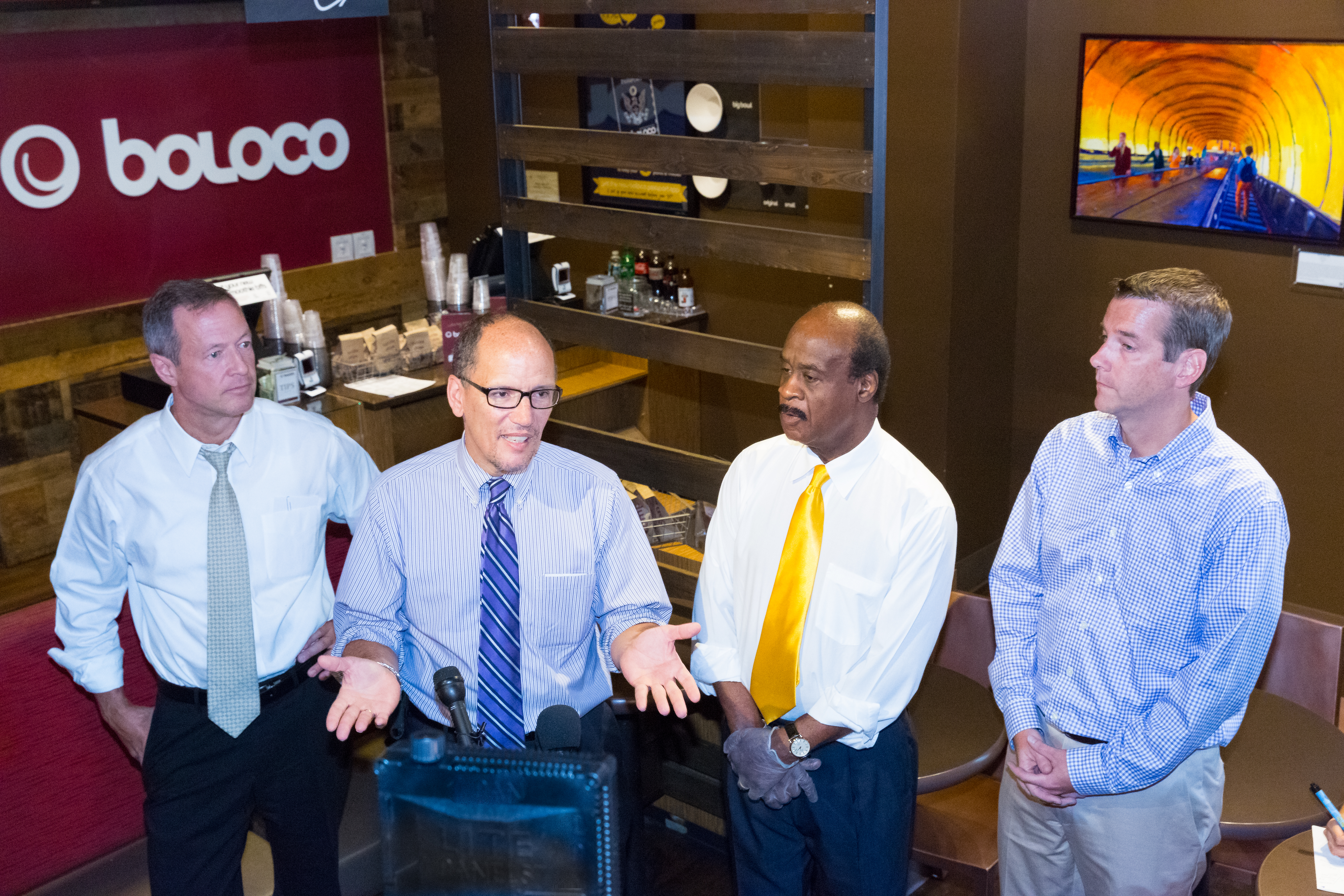

- повседневный (смарт-кэжуал, smart-casual) — более свободный офисный стиль по сравнению с бизнес-кэжуал, элегантная повседневность. В костюме допускается использование большего количества аксессуаров, сочетание джинсов с пиджаком, кардиганом или водолазкой, ношение рубашки или футболки без пиджака. Смарт-кэжуал подразумевает разнообразие в цветах, материалах и фасонах.

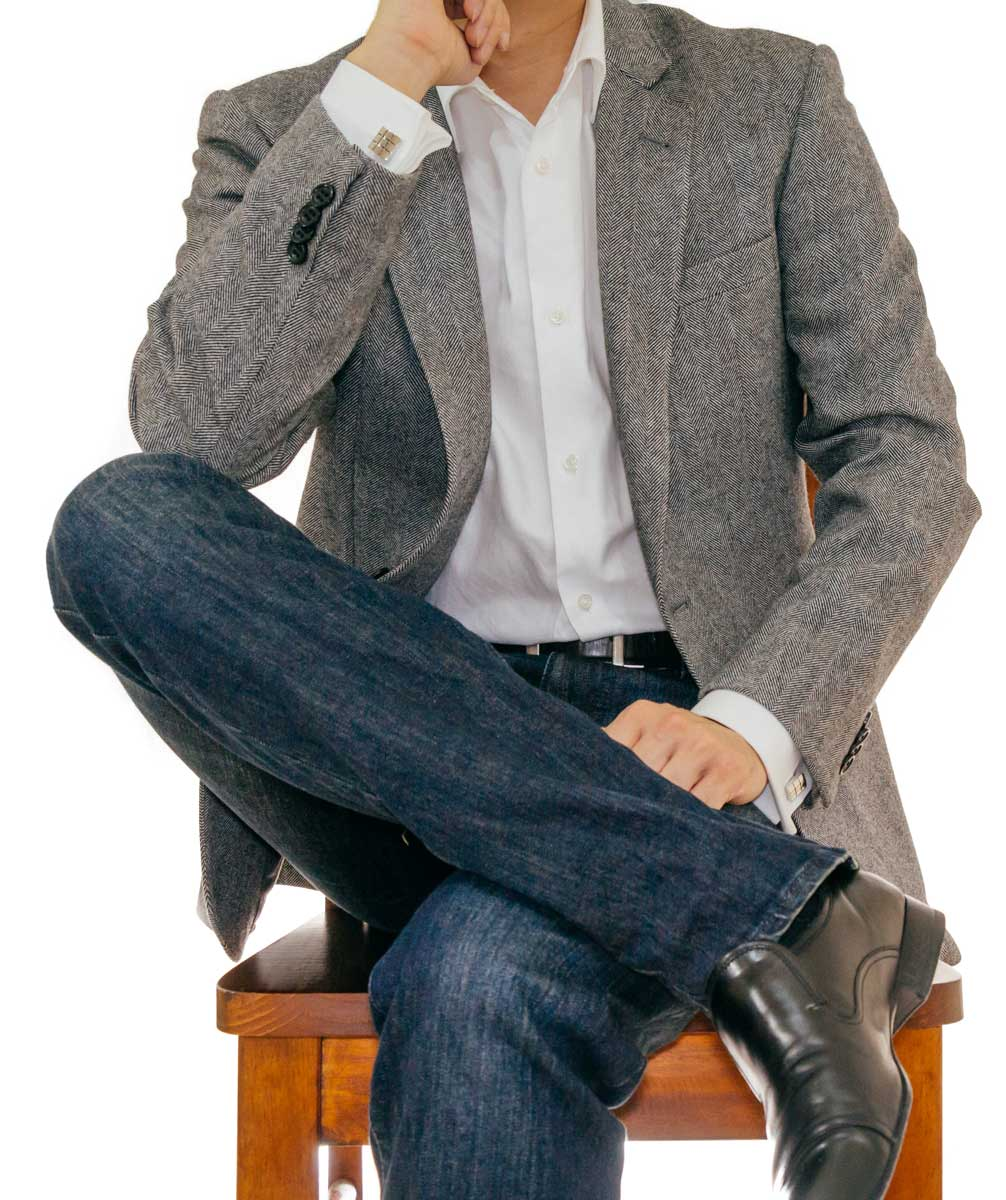
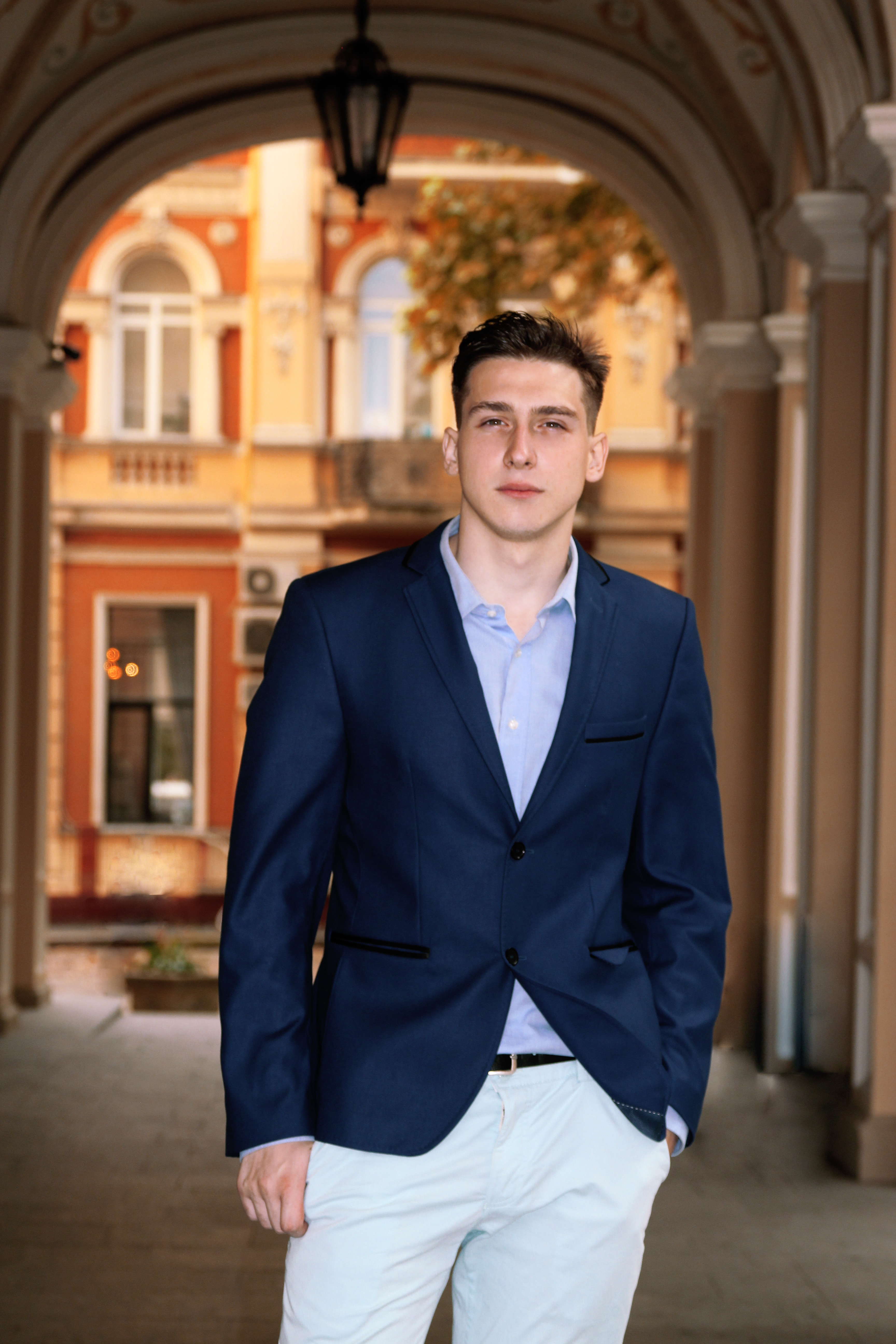
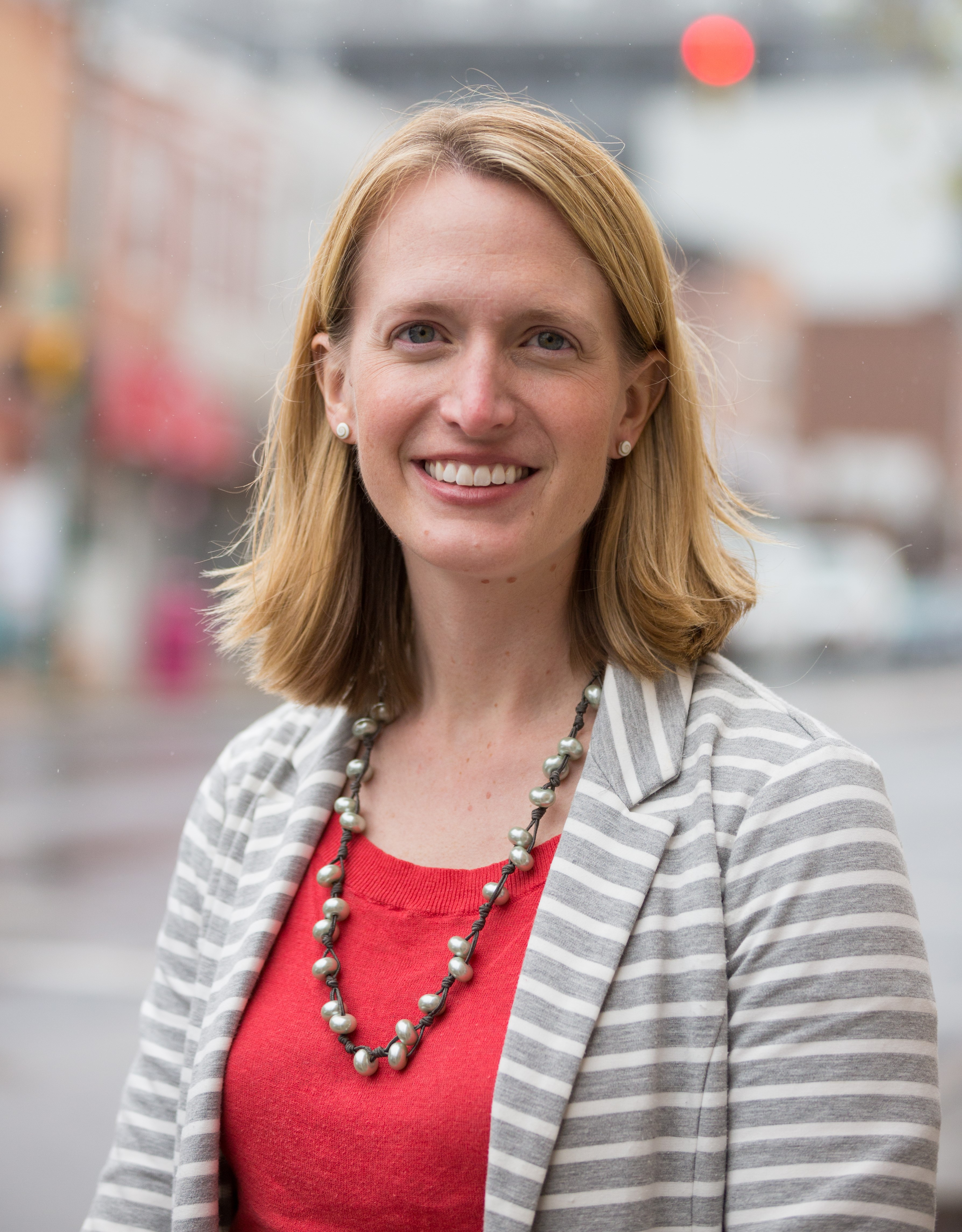
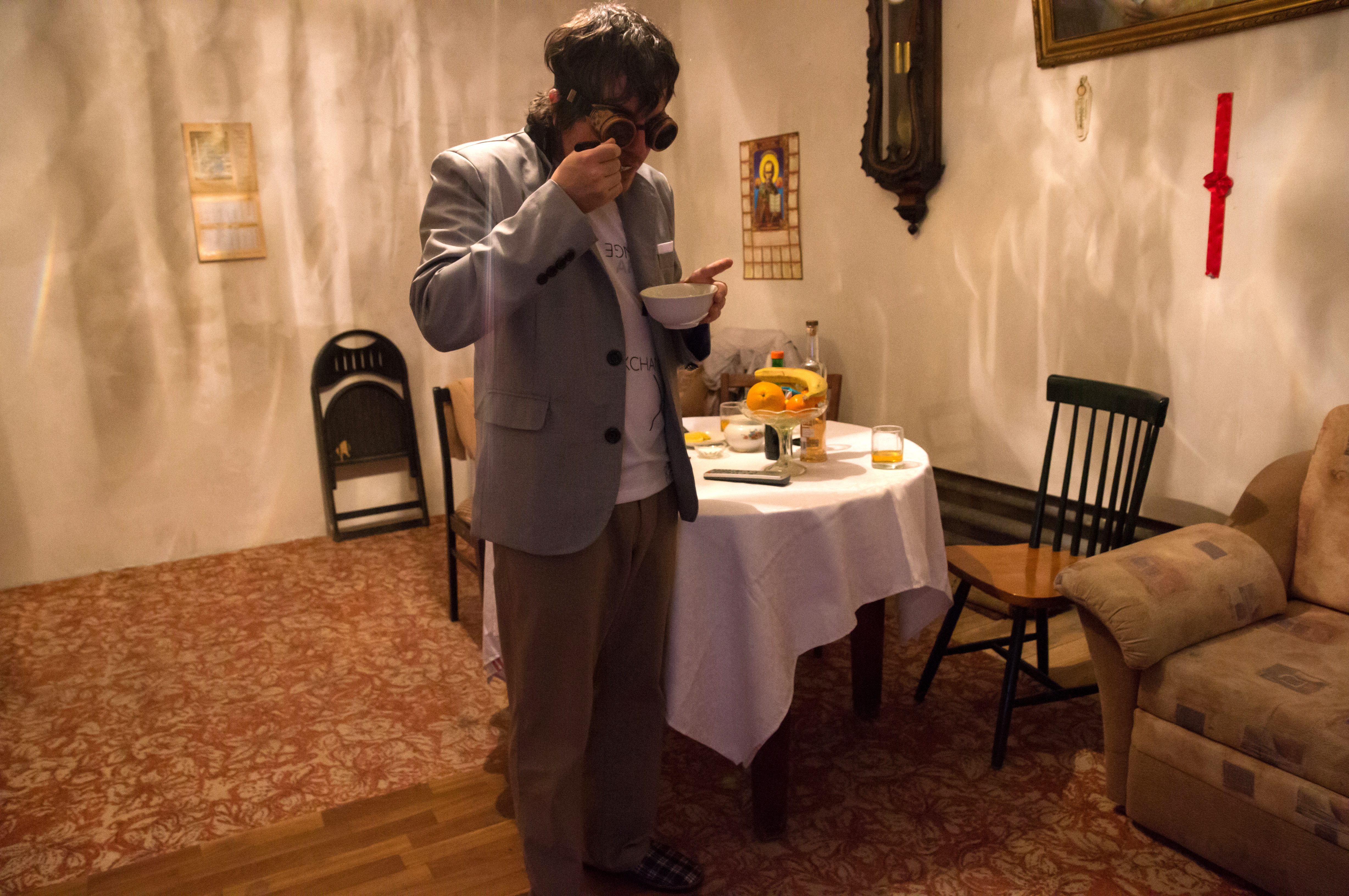

- непринуждённый повседневный (ол-аут-кэжуал, all-out-casual) — непринужденный стиль, характеризующийся сочетанием спортивных и базовых предметов гардероба. При составлении образа используются футболки, майки, свитера свободного кроя. В вещах присутствует эффект потертости и некоторой небрежности. Одеться таким образом можно, когда комфорт ставится выше соблюдения трендов, например, собираясь на встречу с друзьями, прогулку или поездку за город.

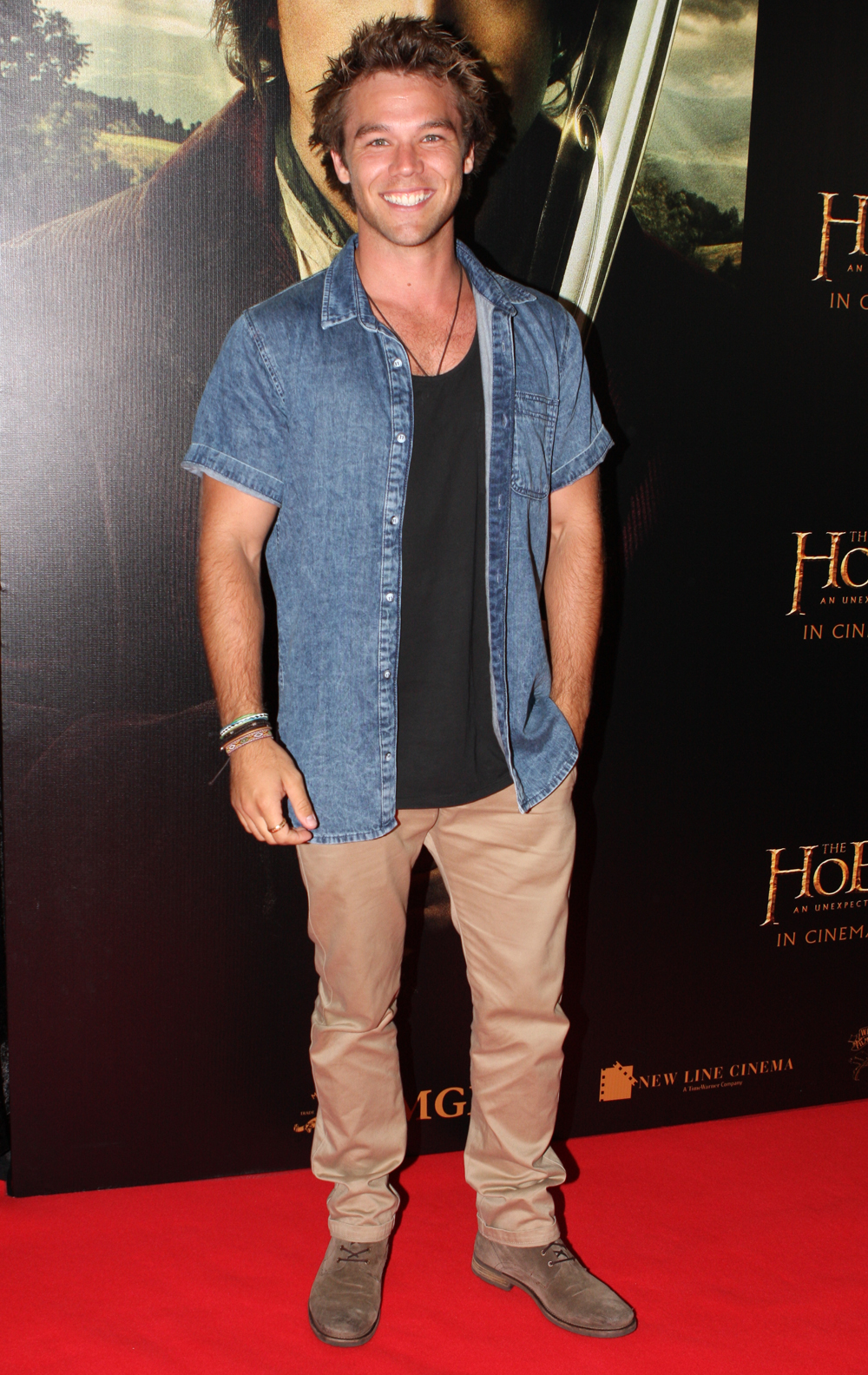
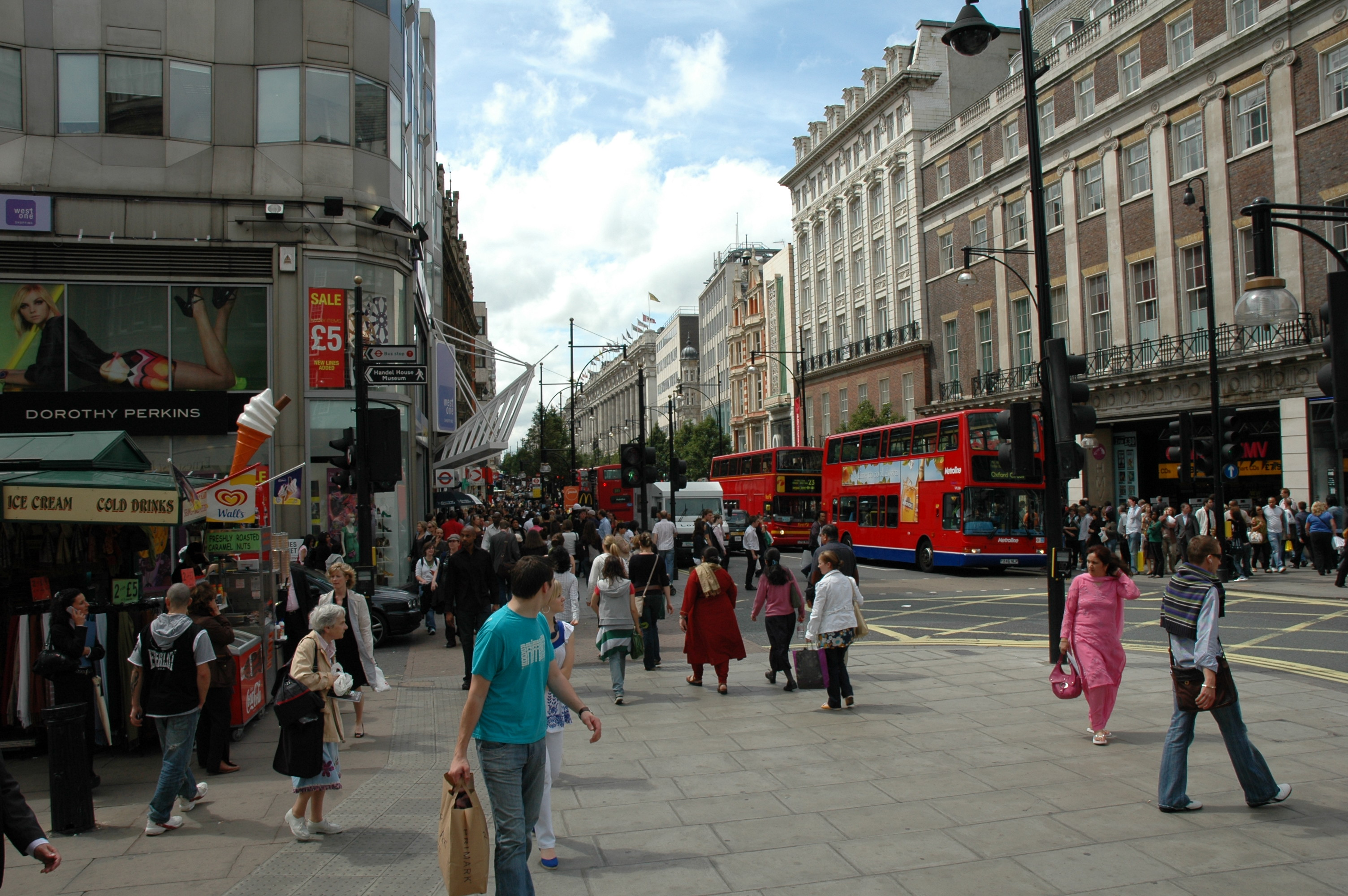
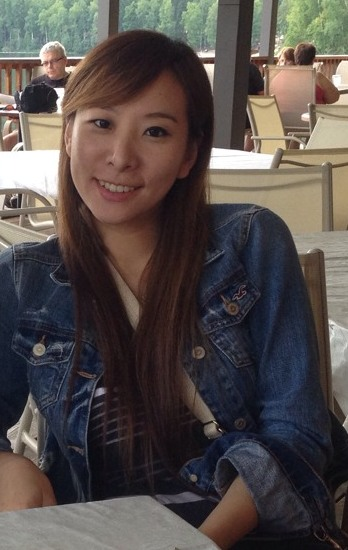
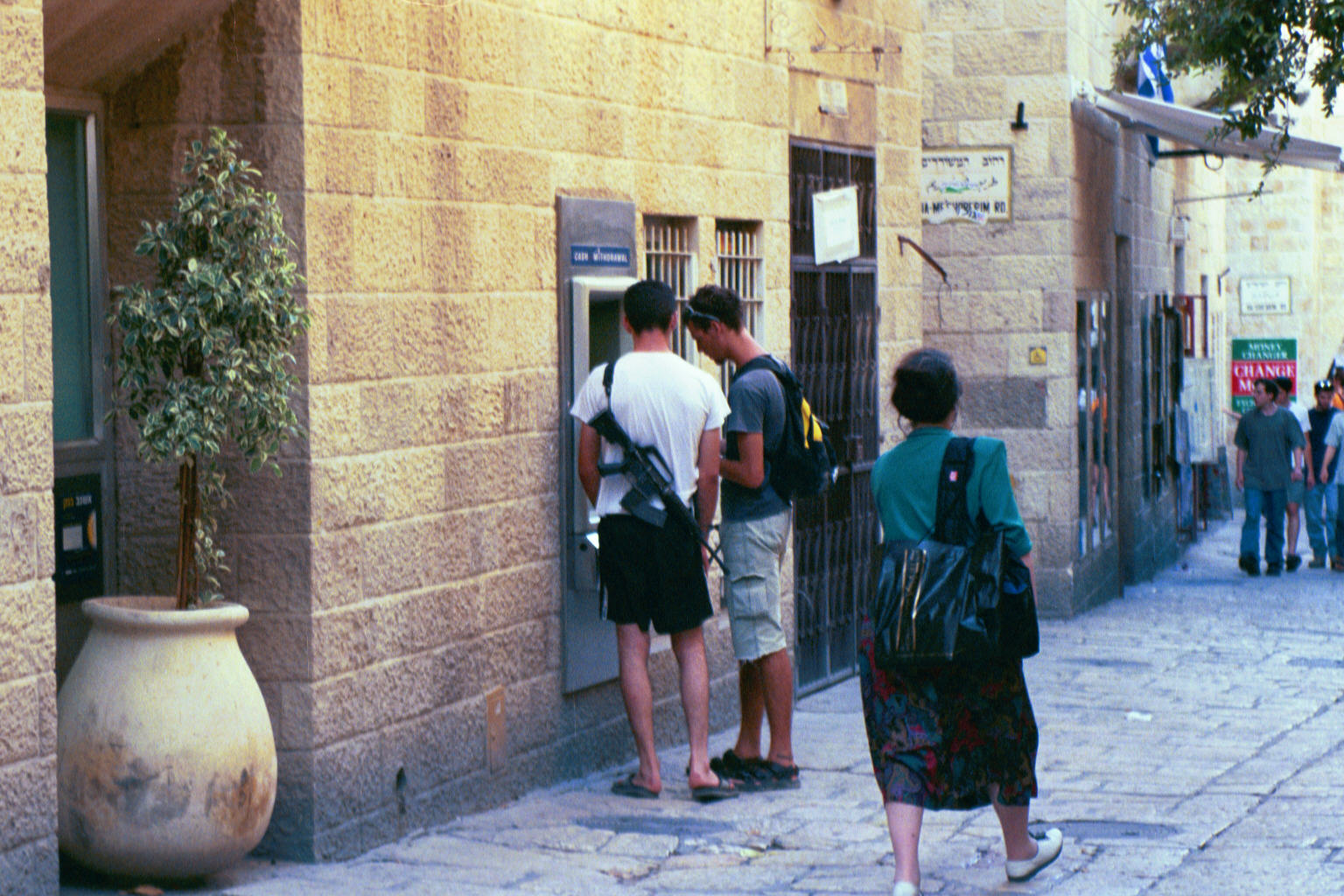

- уличный повседневный (стрит-кэжуал, street-casual) — яркий стиль, в котором в наибольшей степени проявляется индивидуальность. Характеризуется полной свободой выбора предметов гардероба, их сочетаний и цветов. Образ, составленный в стиле стрит-кэжуал, предполагает смелый крой одежды, броские аксессуары.

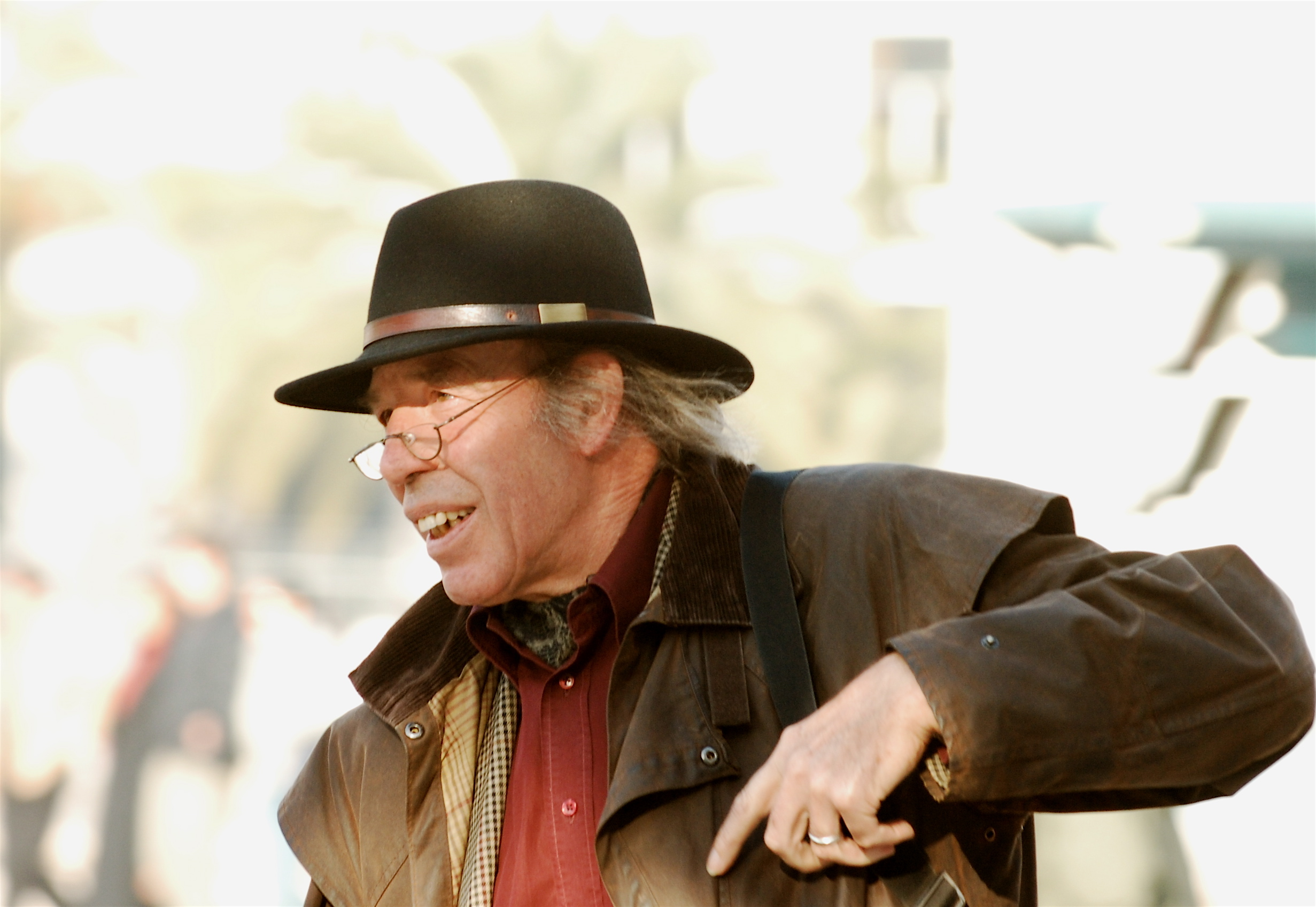
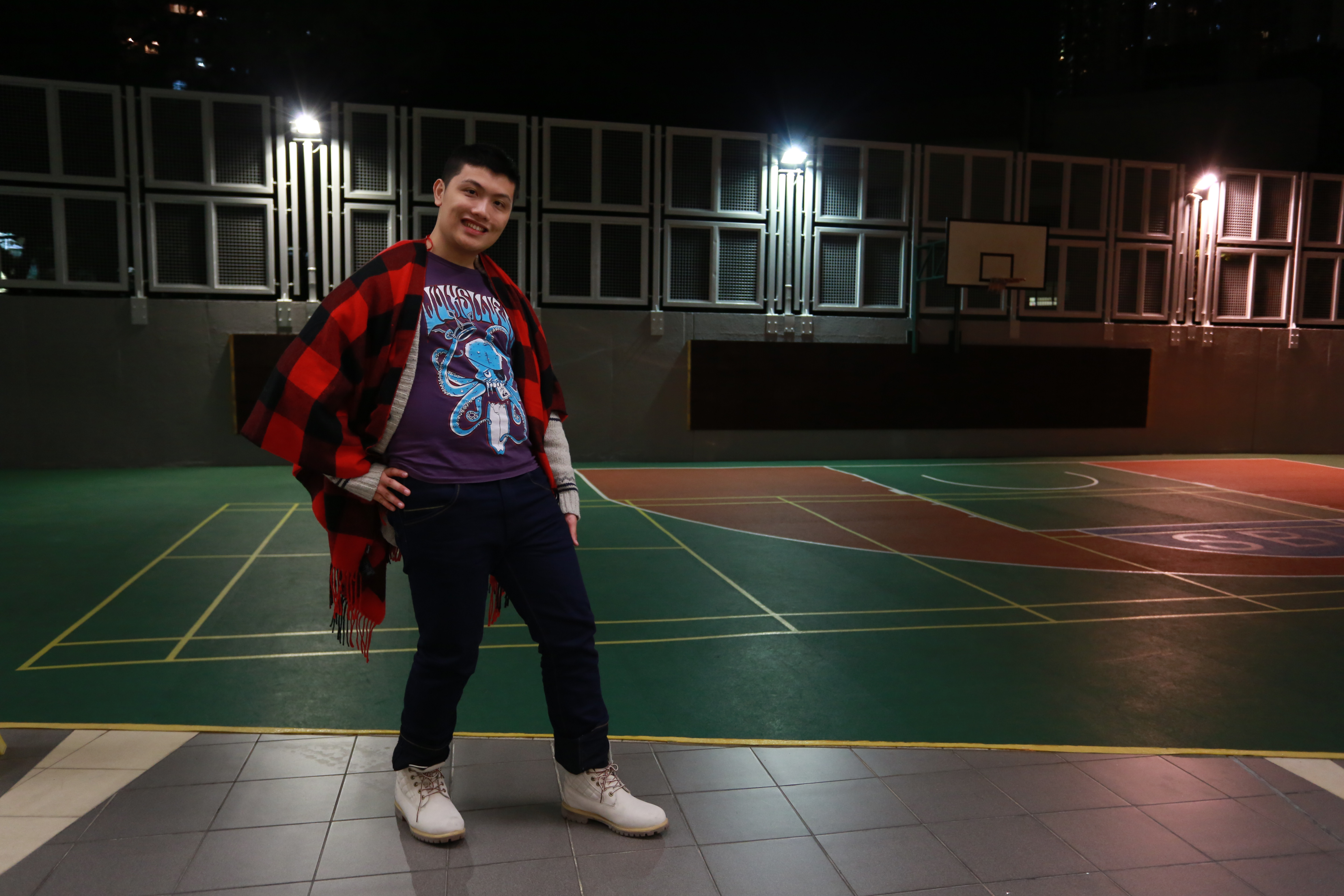
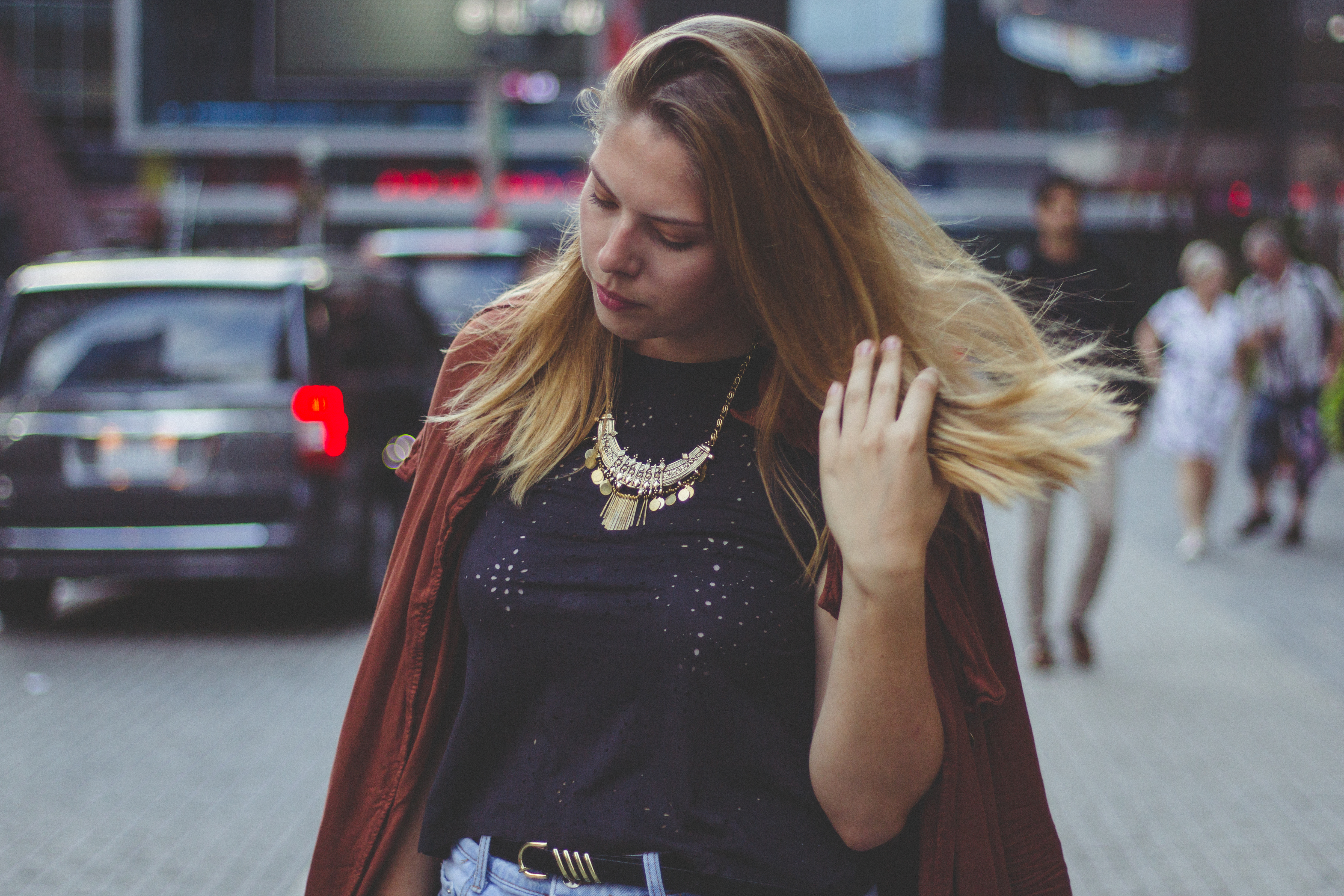
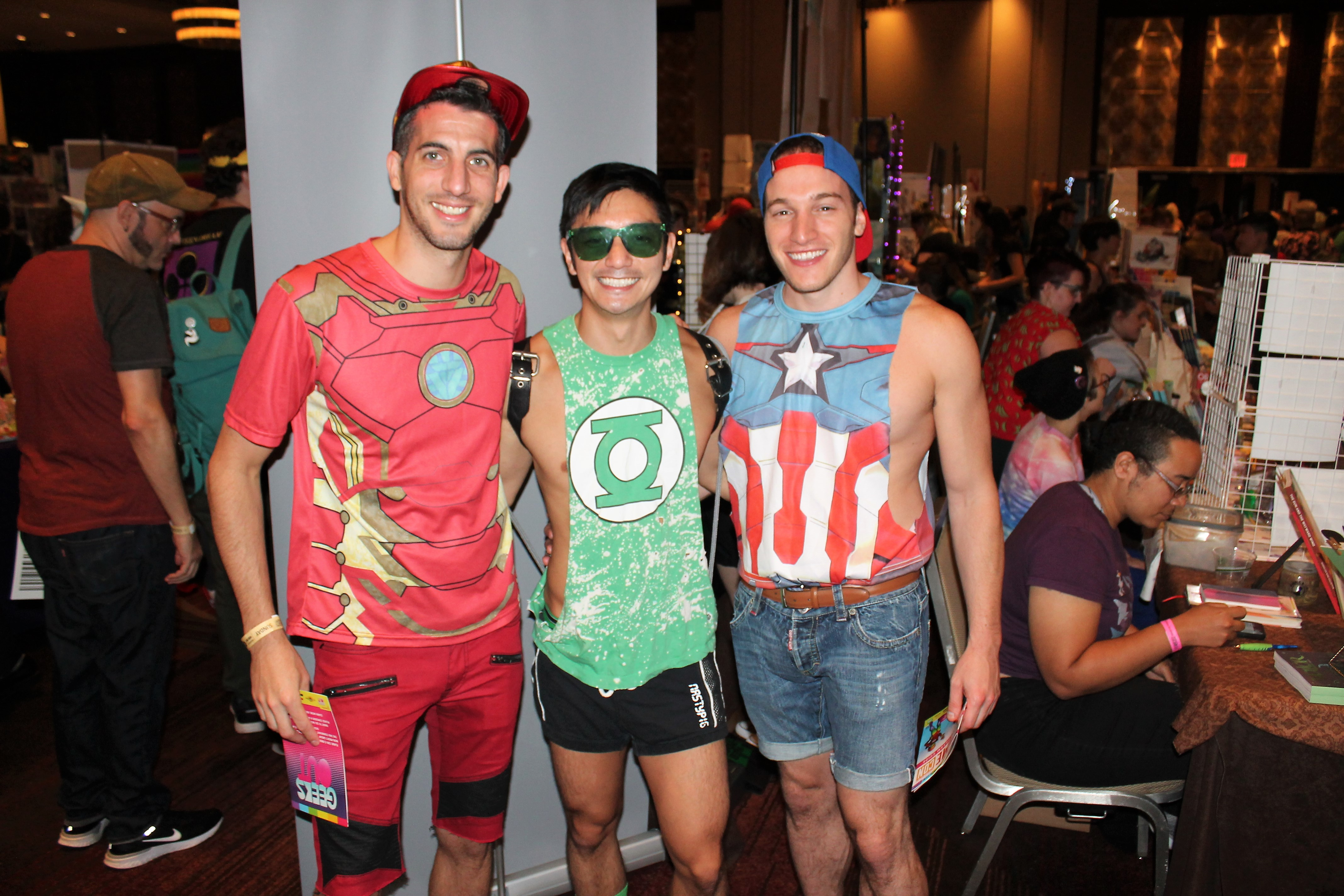

- спортивный повседневный (спорт-кэжуал, sport-casual) — образ в спортивном повседневном стиле, дополненный джинсовой одеждой. Для него характерны дутые жилетки, прямые джинсы, футболки, кроссовки и кеды на тонкой подошве, кепки и спортивные сумки.

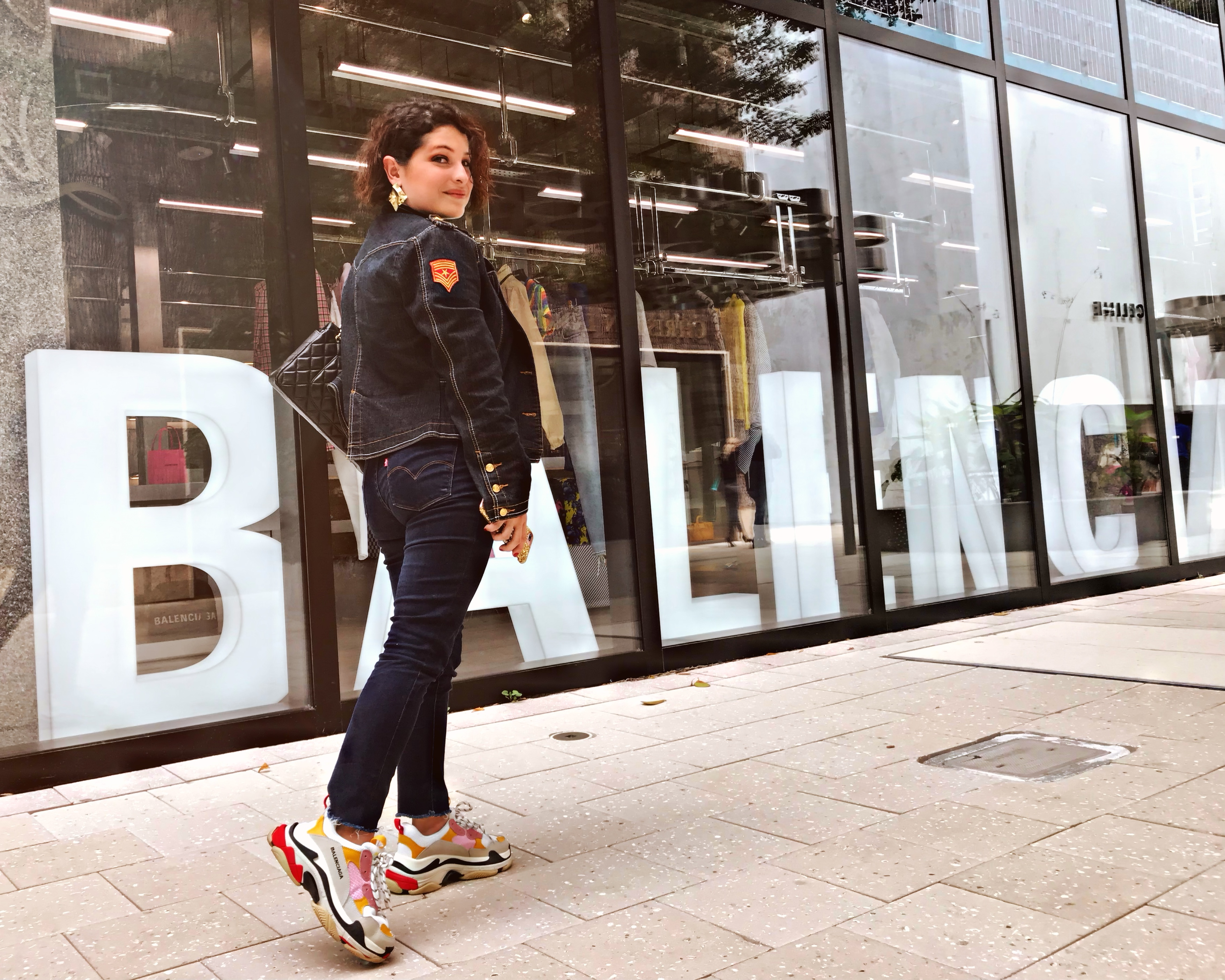
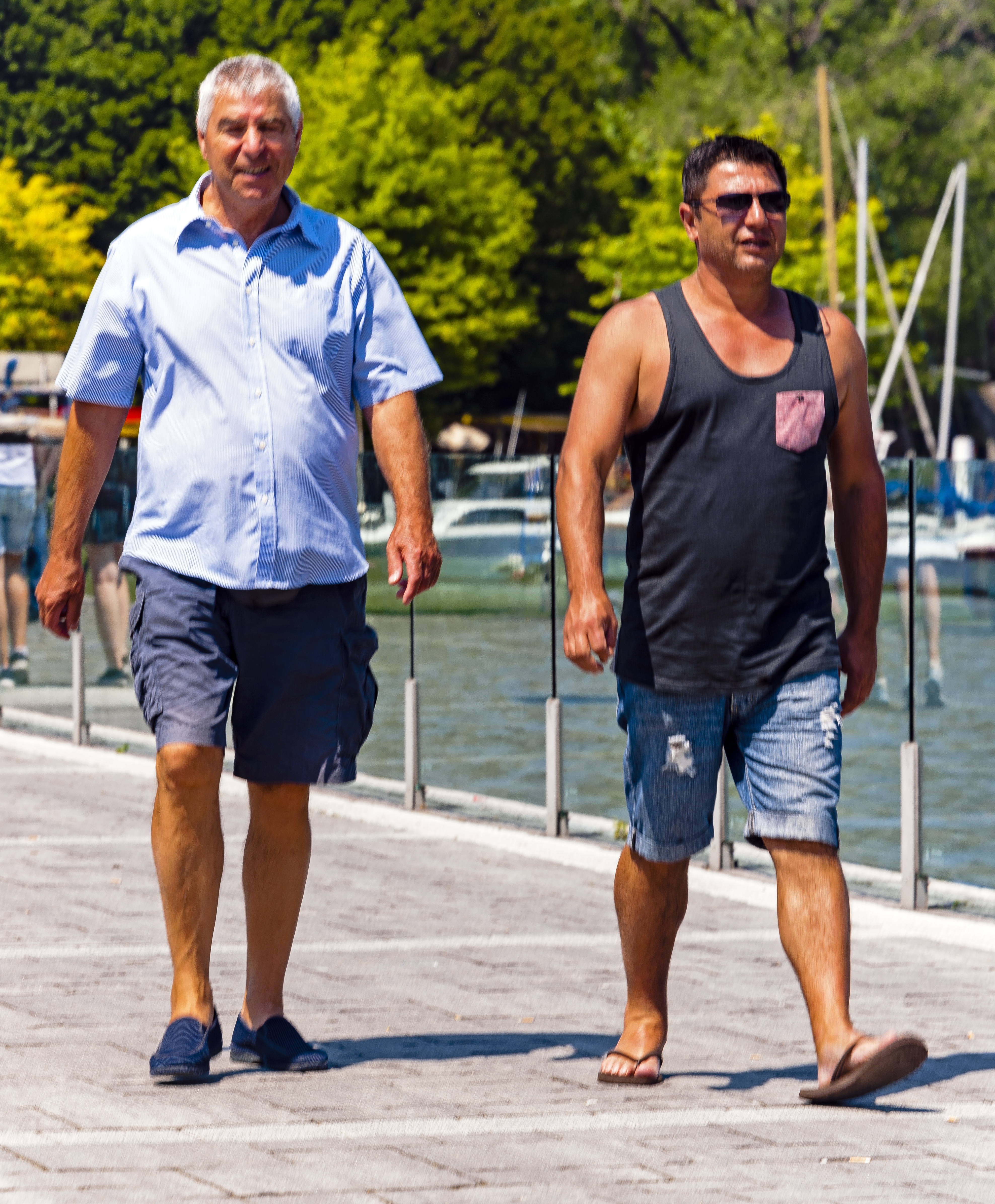
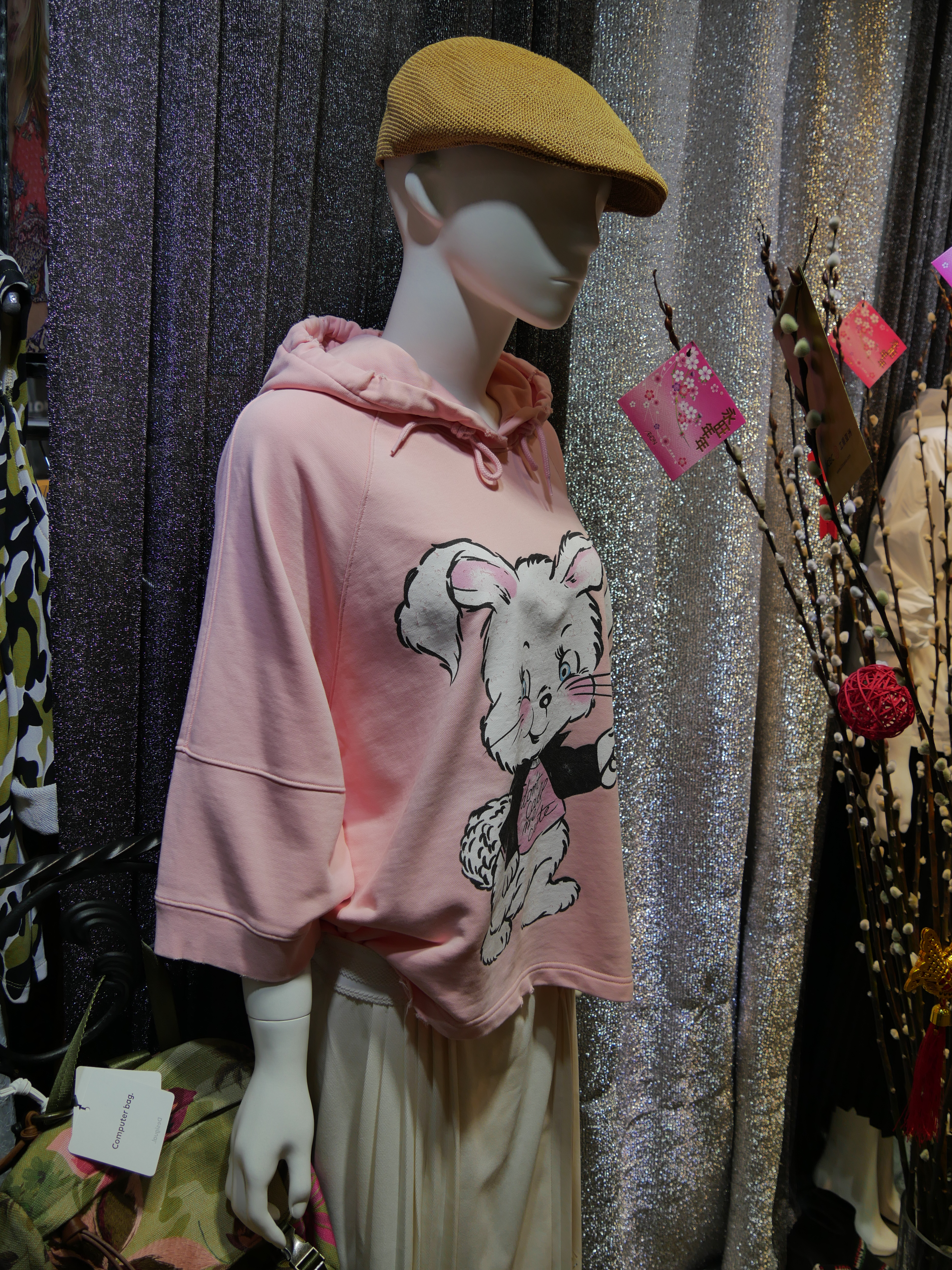